# North American AJ Savage
North American AJ Savage (později A-2 Savage) byl palubní bombardovací letoun postavený pro námořnictvo Spojených států (US Navy) společností North American Aviation. Kontrakt na dodání letounů byl uzavřen v červnu 1946, letoun poprvé vzlétnul 3. července 1948 a vstoupil do služby v druhé polovině roku 1949.

## Vývoj a popis
Po skončení 2. světové války, US Navy cítilo potřebu získat prostředky pro úder jadernými zbraněmi, aby si udrželo svůj politický vliv. V krátkodobém horizontu bylo ideálním řešením vytvořit nosič jaderných zbraní z letounu působícího z letadlové lodi. Jaderná výzbroj té doby byla však velice objemná a velká, a proto vyžadovala velké letouny. Námořnictvo zatím zvolilo provizorní řešení, které spočívalo v úpravě hlídkových letounů Lockheed P2V Neptune pro starty z letadlové lodě pomocí přídavných raketových motorů (RATO), přičemž první test proběhl v roce 1948. Nevýhodou bylo, že Neptune nemohl zpátky přistát na palubě letadlové lodi, takže posádka by musela po úderu vyhledat přátelské pozemní letiště nebo sednout na mořskou hladinu poblíž plavidla US Navy.

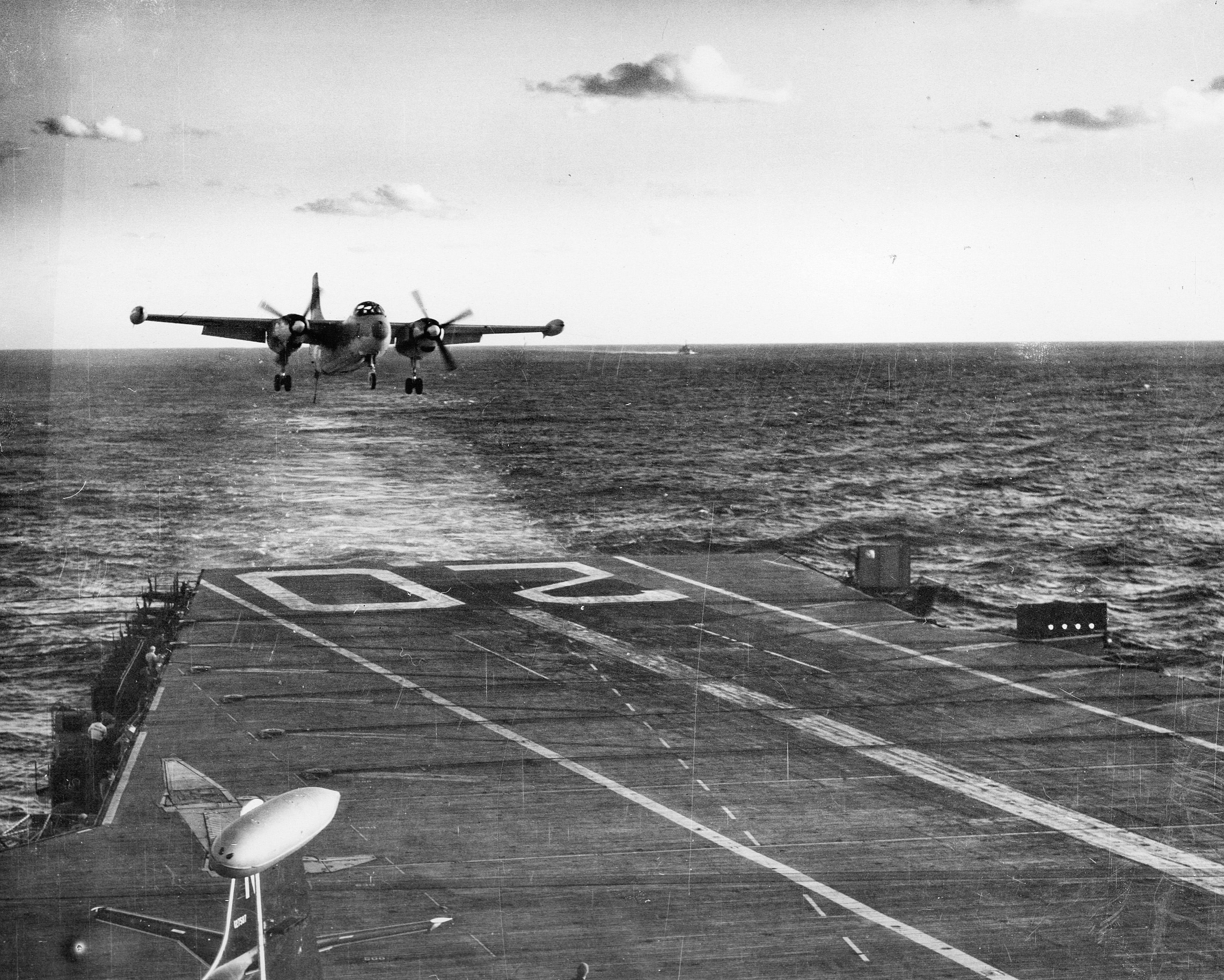
AJ-2 Savage přistává na palubu letadlové lodi USS Bennington (CVA-20), rok 1956-7.

AJ Savage byl velký palubní útočný bombardér se smíšeným pohonem, který byl navržen k bombardování jadernými zbraněmi. Sloužil také jako letoun pro fotografický průzkum a později i jako tankovací letoun pro doplňování paliva ve vzduchu. Letouny North American AJ-1/2 a AJ-1/2P Savage sloužily u řady složených těžkých útočných letek námořnictva Spojených států mezi roky 1948–1956. Také sloužily u několika letek námořnictva pro fotografický průzkum. Verze letounů sloužících u těžkých útočných letek byly prvními bombardéry s jadernou výzbrojí, které byly schopny nejen startovat, ale i přistávat na palubě letadlové lodi.
Návrh letounu vznikal v době, kdy námořnictvo si chtělo pořídit stroje, které by poháněly v té době vznikající proudové motory, přesto se muselo ale spoléhat na jednoduché, ale osvědčené pístové motory. Proudové motory té doby byly nespolehlivé a měly velkou spotřebu paliva. Na druhou stranu, bylo jasné, že mohou poskytovat výkon, který pístový motor nebude moci nikdy poskytnout. Kompromisem bylo vybavit letoun Savage dvojicí pístových hvězdicových motorů Pratt & Whitney R-2800 s velkým dmychadlem, které byly umístěny v motorových gondolách na křídlech letounu. Navíc byl na zádi letounu umístěn jeden proudový motor Allison J33. Zajímavé bylo, že oba typy motorů používaly stejný druh paliva. Tento smíšený pohon přidával letounu na výkonu při vzletu a v boji. Ve velkých výškách dosahoval tento na první pohled trochu neohrabaný letoun (avšak aerodynamicky velice čistý) pozoruhodných rychlostí. Často přes 740 km/h (460 mph), přičemž soudobé proudové stíhačky nebyly o mnoho rychlejší.
První sériový Savage poprvé vzlétnul v květnu 1949 a první přistání na letadlové lodi USS Coral Sea (CV-43) se uskutečnilo 31. srpna 1950.
První verze letounu AJ-1 byla později přestavěna na letouny pro doplňování paliva ve vzduchu, přičemž veškeré potřebné vybavení bylo umístěno v pumovnici letounu. Toto vybavení zahrnovalo hadice, palivová čerpadla, zdroj elektrické energie a další. Zásoba paliva byla zvětšena pomocí přídavných nádrží na koncích křídla. Tankovací letouny AJ-1 byly použity při doplňování paliva během pokusu o transkontinentální rychlostní rekord (Projekt Bullet), který provedl John Glenn na stroji F8U Crusader.
Verze AJ-2 poprvé vzlétla 19. února 1953. Tato verze měla vylepšené motory, větší svislou ocasní plochu a vodorovné ocasní plochy bez vzepětí na rozdíl od předchozí verze, která měla tyto plochy skloněné směrem nahoru.
Další verze s označením AJ-2P sloužila pro fotografický průzkum. Tato verze nesla i osvětlovací bomby pro noční fotografování. Letoun nesl 18 kamer, přičemž většina z nich pracovala zcela automaticky. Letoun byl schopen průzkumu v noci a v malých výškách. I verze AJ-2P měla zvětšenou zásobu paliva.
Letoun Savage nezůstal ve službě příliš dlouho. Letectví v té době prodělávalo bouřlivý rozvoj a sám letoun byl považován za provizorní řešení. V době kdy letoun prodělával svůj první let, americké námořnictvo již zadalo práci na mnohem lepším nástupci, kterým byl plně proudový stroj Douglas A-3 Skywarrior.

## Dochované exempláře
Do dnešních dnů se zachoval pouze jediný exemplář stroje. Jedná se o letoun A-2B Savage, BuNo 130418, který je vystaven v Národním muzeu námořního letectví (National Museum of Naval Aviation) na námořní letecké základně Pensacola na Floridě. Nicméně, je známo, že vrak tohoto letounu (BuNo 134060) se nachází i v pobřežních vodách Filipín, kam se potopil po selhání motoru v lednu 1957.

## Varianty

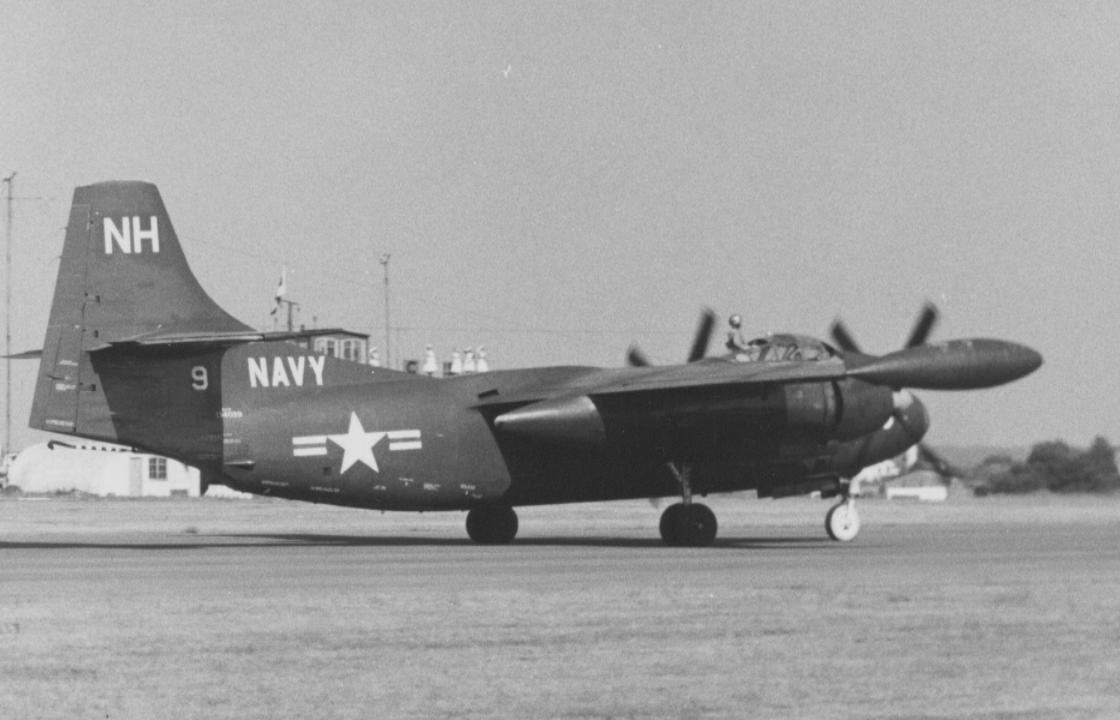
AJ-2 Savage náležející k letce VC-7 na letišti Blackbushe v Anglii v září 1955.

XAJ-1
Prototypy letounů, které byly poháněny dvojicí hvězdicových motorů Pratt & Whitney R-2800-44 s výkonem 2 300 k (1 715 kW) a jedním proudovým motorem Allison J33-A-19. Postaveny 3 letouny.
AJ-1 (A-2A)
První sériová verze poháněná dvojicí hvězdicových motorů Pratt & Whitney R-2800-44W s výkonem 2 400 k (1 790 kW) a jedním motorem Allison J33-A-10. V roce 1962 byla tato verze přeznačena na A-2A. Postaveno 55 letounů.
AJ-2 (A-2B)
Vylepšená sériová verze poháněná dvojicí hvězdicových motorů Pratt & Whitney R-2800-48 s výkonem 2 500 k (1 864 kW) a jedním motorem Allison J33-A-10. V roce 1962 byla tato verze přeznačena na A-2B. Postaveno 55 letounů.
AJ-2P
Verze letounu AJ-2 pro fotografický průzkum. Postaveno 30 letounů.

## Specifikace (AJ-1)

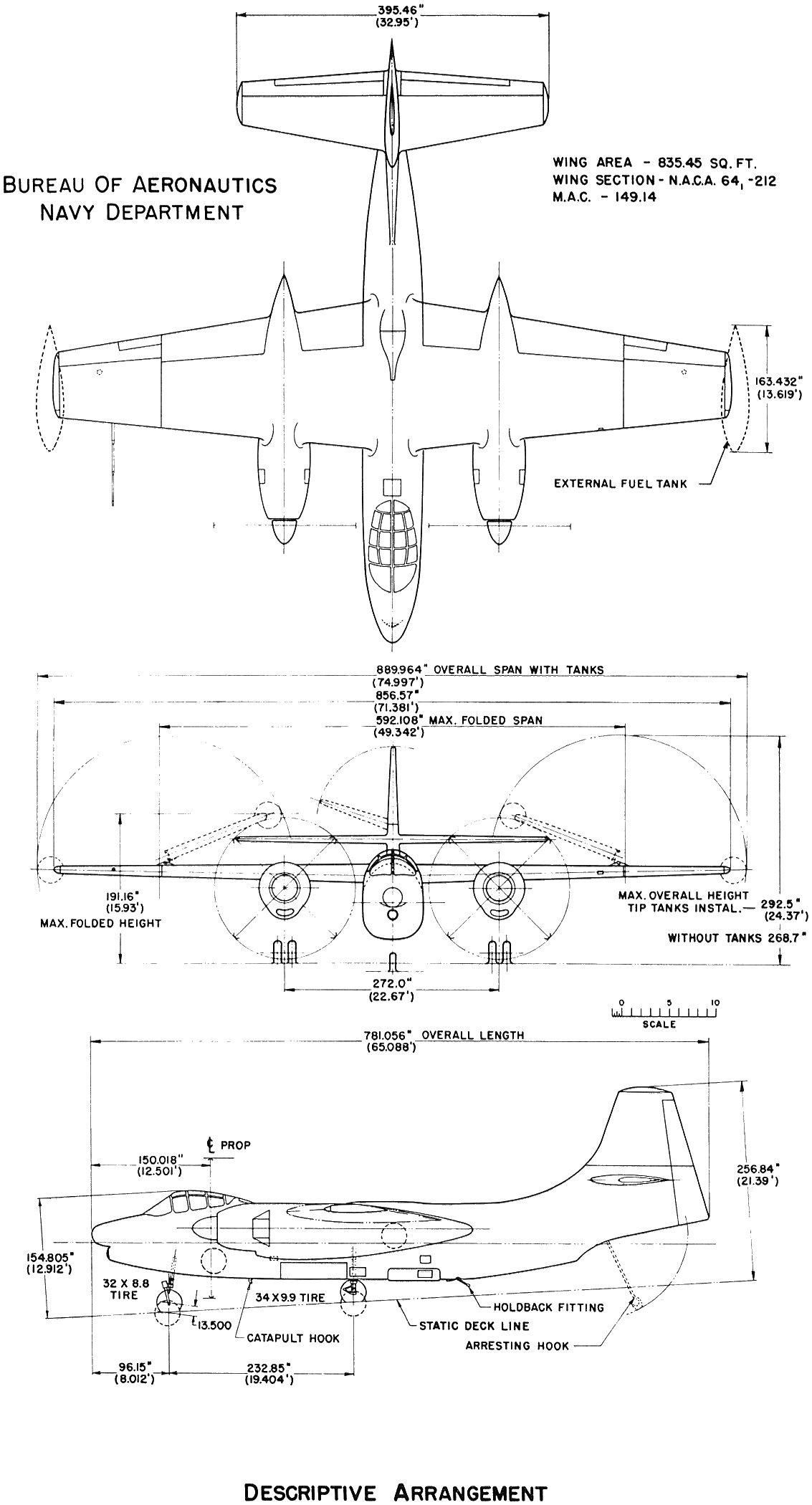
Třípohledový nákres (AJ-2P)

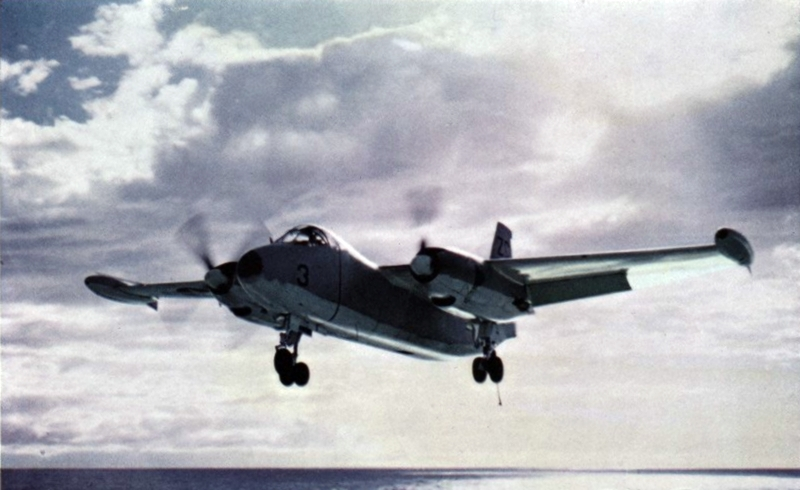
AJ-2 Savage jednotky VAH-6, 1957

Technické údaje pocházejí z oficiálních „Standard Aircraft Characteristics AJ-1 "SAVAGE"“.

### Technické údaje
- Posádka: 3
- Rozpětí: 21,77 m (15,04 m se složenými křídly)
- Rozpětí s přídavnými nádržemi: 22,86 m
- Délka: 19,53 m
- Výška: 6,53 m
- Nosná plocha: 77,7 m²
- Plošné zatížení: 292 kg/m²
- Prázdná hmotnost: 13 960 kg
- Max. vzletová hmotnost: 24 494 kg
- 1. Pohonná jednotka: 2× hvězdicový motor Pratt & Whitney R-2800-44W
- Výkon pohonné jednotky: 2 400 k (1 790 kW)[8]
- 2. Pohonná jednotka: 1× proudový motor Allison J33-A-10
- Tah pohonné jednotky: 20,5 kN

### Výkony
- Cestovní rychlost: 435 km/h (235 uzlů, 270 mph) ve výšce 7 620 m (25 000 stop)
- Maximální rychlost: 778 km/h (420 uzlů, 483 mph) v 1 524 m (5 000 stop)
- Dolet: 2 787 km (1 505 námořních mil, 1 732 mil) (s jadernou pumou a přídavnými nádržemi)
- Maximální přeletová vzdálenost: 4 926 km (2 660 námořních mil, 3 061 mil)
- Dostup: 12 440 m (40 800 stop)
- Stoupavost: 14,7 m/s (2 900 stop/min)

### Výzbroj
- 5 443 kg (12 000 liber) bomb nebo 1× jaderná puma

## Uživatelé
Spojené státy americké

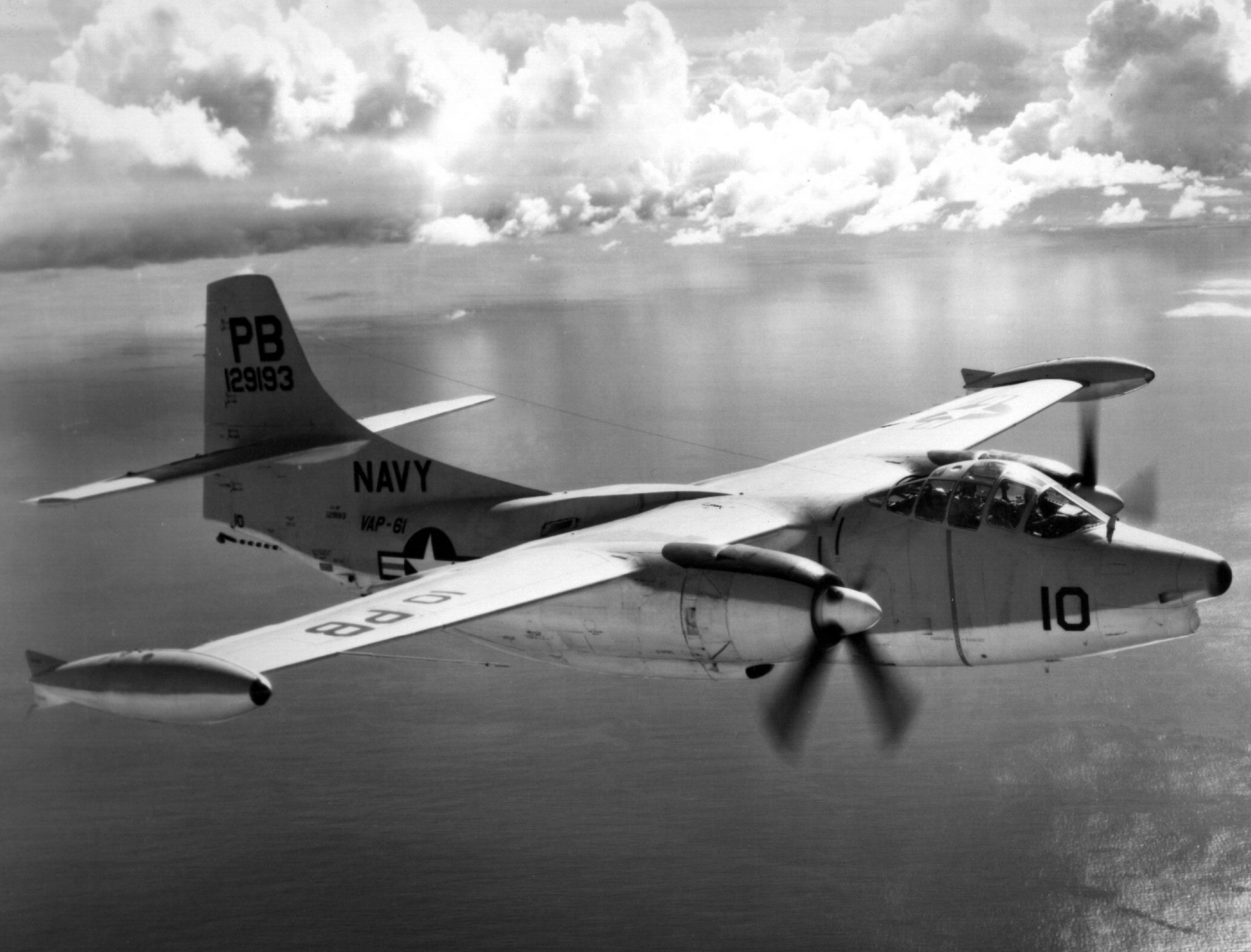
Průzkumný letoun AJ-2P (VAP-61).

- US Navy – jediný uživatel letounů.

#### Související vývoj
- A2J Super Savage

#### Letouny s podobným pohonem
- Ryan FR Fireball